# Luzacy
Luzacy (ang. Slackers) – amerykański film komediowy z 2002.

## Opis fabuły
Trzech studentów, Dave, Sam i Jeff, przez cały okres nauki bez problemów zalicza wszystkie egzaminy. Jednak ich kolega Ethan, odkrywa, że ich dobre oceny nie są wynikiem ciężkiej pracy, tylko oszustw i ściąg. Wówczas Ethan zaczyna ich szantażować, że ujawni ich nieuczciwość, chyba że pomogą mu zdobyć miłość koleżanki ze szkoły - pięknej i inteligentnej Angeli. Jednak mimo ich usilnej pracy, Angela nie przejawia zainteresowania egoistycznym i zarozumiałym Ethanem. Zakochuje się za to w Davie, który także zaczyna coś do niej czuć...

## Obsada
- Jason Schwartzman - Ethan Dulles
- Devon Sawa - Dave Goodman
- Jason Segel - Sam Schecter
- Michael Maronna - Jeff Davis
- Jaime King - Angela Patton
- Laura Prepon - Reanna Cass
- Jim Rash - Phillip
- Retta - Bruna
- Leigh Taylor-Young - Valerie Patton
- Michael McDonald - profesor ekonomii
- Joe Flaherty - pan Leonard
- Cameron Diaz - Cameron Diaz
- Mamie Van Doren - pani Von Graaf
- Gedde Watanabe - japoński cenzor